# Quincy Adams Sawyer
Quincy Adams Sawyer, in Nederland bekend als Intrige, is een stomme film uit 1922 onder regie van Clarence G. Badger. De film is gebaseerd op het boek Quincy Adams Sawyer and Mason's Corner Folks van Charles Felton Pidgin.

## Verhaal
Quincy Adams Sawyer is een opkomende advocaat die een mooi meisje ontmoet in het park. Ondertussen wordt een oudere vrouw afgezet door haar advocaat Obadiah Strout. Haar dochter Lindy probeert Sawyer te verleiden, maar Sawyer richt zich enkel op het meisje uit de park, dat inmiddels blind is geworden. Terwijl hij een relatie met haar opbouwt, vreest Strout voor zijn reputatie en weet de lokale smid ervan te overtuigen dat Sawyer niets goeds betekent. Samen met Lindy weet de smid van het blinde meisje af te komen door haar in een ferry te zetten en haar de open zee in te duwen. Lindy berouwt haar actie echter en waarschuwt Sawyer, die het meisje redt. Na een adrenalinestoot krijgt het meisje haar zicht terug

## Rolverdeling
| Acteur            | Personage           |
| ----------------- | ------------------- |
| John Bowers       | Quincy Adams Sawyer |
| Blanche Sweet     | Alice Pettengill    |
| Lon Chaney        | Obadiah Strout      |
| Barbara La Marr   | Lindy Putnam        |
| Elmo Lincoln      | Abner Stiles        |
| Louise Fazenda    | Mandy Skinner       |
| Joseph J. Dowling | Nathaniel Sawyer    |
| Claire McDowell   | Mrs. Putnam         |
| Edward Connelly   | Deacon Pettengill   |
| Hank Mann         | Ben Bates           |